# Parafia Świętej Małgorzaty we Wrociszewie
Parafia pw. Świętej Małgorzaty we Wrociszewie – parafia rzymskokatolicka należąca do dekanatu wareckiego, archidiecezji warszawskiej, metropolii warszawskiej Kościoła katolickiego.